# El Camino Español (A-07)
El Camino Español (A-07) es un buque de aprovisionamiento logístico de tipo Ro-Ro del Ejército de Tierra operado por la Armada Española. Fue adquirido de segunda mano a finales de 2023 a la naviera Balearia.
Es el segundo buque logístico del ejército de tierra español tras la adquisión del Ysabel (A-06) en 2020, adquisiciones ambas que se han hecho para sustituir a los anteriores buques logísticos Martín Posadillo (A-04) y El Camino Español (A-05) dados de baja en 2019 y 2020 respectivamente.

## Características
Es un buque portacontenedores de tipo Ro-Ro, con 154,5 metros de eslora, 22,7 metros de manga, 6,95 m de calado máximo, 12.251 toneladas brutas, 3.676 toneladas netas y 8.853 toneladas de peso muerto. Está propulsado por un motor Wärtsila 16V46B, de 15.600 kW de potencia sobre un eje, que le permite alcanzar 20 nudos de velocidad. Tiene un garaje para 1.775 metros lineales de carga rodada y alojamiento para una treintena de tripulantes, incluidos doce conductores.  

## Historial operativo
El buque fue construido en 1998 con el nombre de Cadena 4 en los astilleros Fosen en Rissa, Noruega, y estuvo en servicio con varias navieras: de 1998 a 2002 con United Carrier, de 2002 a 2013 con Birka Carrier, de 2013 a 2016 con Carrier Eckero, de 2016 a 2019 con Finncarrier Finnlines, de 2019 a 2022 con Color Carrier. En 2022 fue adquirido por Balearia. En 2023 Balearia se lo vendió al Ejército de Tierra de España.
En el Boletín Oficial del Ministerio de Defensa número 250 del 28 de diciembre de 2023 se designa al capitán de fragata Miguel Ángel Fernández Sastre como primer comandante del buque.